# Заїзд (зупинний пункт)
Заї́зд — пасажирський залізничний зупинний пункт Полтавської дирекції Південної залізниці.
Розташований на лінії Курінь — Прилуки між роз'їздом Коломійцеве (11 км) та станцією Прилуки (8 км) у заболоченій заплаві р. Удай, найближчі села Заїзд, Сухополова.
Відкрита у 1932 році.
Станом на березень 2020 року щодня три пари дизель-потягів прямують за напрямком Бахмач-Пасажирський/Варварівський — Прилуки.